# Stepan Putjinjan
Stepan Putjinjan (russisk: Степан Филиппович Пучинян) (født 28. november 1927 i Batumi i Sovjetunionen, død 15. oktober 2018 i Moskva i Rusland) var en sovjetisk filminstruktør, skuespiller og manuskriptforfatter.

## Filmografi
- Iz zjizni natjalnika ugolovnogo rozyska (Из жизни начальника уголовного розыска, 1983)[1][2]